# McKinsey & Company
« McKinsey » redirige ici. Pour le fondateur de la firme, voir James Oscar McKinsey.
McKinsey & Company (informellement McKinsey /məˈkɪn.zi/ ou en abrégé McK) est un cabinet international de conseil en stratégie fondé en 1926 par James Oscar McKinsey, et basé à New York.
La firme est aussi associée à un certain nombre de scandales, notamment pour son rôle joué auprès de gouvernements autoritaires, ou de grands acteurs de la vie économique (scandale Enron en 2001, crise financière mondiale de 2007-2008, crise des opioïdes avec Purdue Pharma dans les années 2010).

## Historique

### Création
McKinsey & Company est fondé à Chicago en 1926 par James Oscar McKinsey, un professeur de comptabilité à l'université de Chicago. D’abord « cabinet de comptabilité et de gestion », McKinsey dispense initialement des conseils sur l'utilisation des principes comptables comme outils de management. Ses premiers associés furent Tom Kearney, embauché en 1929, et Marvin Bower, embauché en 1933,.
Marvin Bower pose les bases de la version moderne de McKinsey et de sa culture d'entreprise, sur la base de son expérience en tant qu’avocat. Il s'emploie à professionnaliser le métier du conseil : création d'un système d'associés obéissant à des règles rigoureuses d'avancement, mise en avant des valeurs d'excellence, d'indépendance et de rigueur, recrutement sélectif, formalisme des comportements… et une politique de « up or out », où les consultants qui ne sont pas promus sont licenciés.
En l'espace de quelques années, Marvin Bower fait du conseil en management un véritable métier et lui donne ses lettres de noblesse. C'est lui qui fera du cabinet une organisation d'envergure mondiale.
En 1932, la société ouvre son deuxième bureau à New York.
James McKinsey quitte le cabinet en 1935 pour devenir directeur général de Marshall Field's (en). Cette année-là, McKinsey fusionne avec le cabinet comptable Scovell, Wellington & Company, donnant naissance à McKinsey, Wellington & Co., basé à New York. La pratique comptable est confiée à l'entreprise Wellington & Company, basée à Chicago.
En 1937, James O. McKinsey décède des suites d'une pneumonie en 1937. En 1939, les activités de conseil en comptabilité-finance de Scovell et Wellington sont dissociées des activités de conseil. McKinsey, ne conserve que la partie conseil en management,. Marvin Bower et Andrew Thomas Kearney décident également de se séparer. Guy Crockett devient directeur général. Marvin Bower est son adjoint,.

### Histoire récente
McKinsey & Company connaît une croissance rapide dans les années 1940 et 1950, en particulier en Europe,,. Le cabinet compte 88 employés en 1951 et plus de 200 dans les années 1960. À cette époque, un tiers des revenus de la société provient de ses bureaux européens.
Guy Crockett quitte son poste de directeur général en 1959, Marvin Bower est élu à sa suite.
En 1956, McKinsey devient une société privée dont les actions appartiennent exclusivement à certains de ses employés.
En 1971, McKinsey créé une commission pour définir les objectifs du cabinet, ce qui aboutira sur la création de spécialités sectorielles au sein du cabinet,.
En 1975, John L. Neuman, alors consultant chez McKinsey, publie « Make Overhead Cuts That Last » dans la Harvard Business Review, dans lequel il introduit de nouvelles règles de gestion scientifique telles que l' « overhead valuation analysis » (OVA). L'OVA a guidé McKinsey sur la « voie de la réduction des effectifs », en réponse à la « dépendance excessive des entreprises du milieu du siècle à l’égard du management intermédiaire ». Neuman a écrit que « le processus, bien que rapide, n’est pas indolore. Étant donné que les frais généraux sont généralement liés de 70 à 85 % aux employés et que la plupart des économies proviennent de la réduction des effectifs, la réduction des frais généraux exige des décisions déchirantes ».
En 1976, Ron Daniel est élu Directeur général, poste qu’il occupera jusqu'en 1988. Avec son collègue Fred Gluck, il contribue à renforcer la spécialisation du cabinet en structurant 15 pôles de compétences et en développant des pôles fonctionnels.
Ron Daniel initie également les premiers efforts de recherche du cabinet en 1987. Il crée un système informatique recensant les missions de McKinsey, centralisant les connaissances dans chaque domaine et pôle de compétences, et répertoriant les experts internes. À la fin de son mandat, en 1988, la société est en forte croissance et compte de nouveaux bureaux à Rome, Helsinki, São Paulo et Minneapolis,.
Fred Gluck occupe le poste de Directeur général de 1988 à 1994. Il structure McKinsey en 72 "îlots d'activité" répartis en sept secteurs et sept domaines fonctionnels.
En 1994, Rajat Gupta devient le premier directeur associé non-américain à être élu directeur général. À la fin de son mandat, McKinsey est passé de 2 900 à 7 700 collaborateurs et de 58 à 84 bureaux dans le monde, avec de nouvelles implantations dans des villes telles que Moscou, Pékin et Bangkok. Dans le prolongement de ses prédécesseurs, il définit 16 groupes sectoriels spécialisés et instaure une limite de trois mandats pour le poste de Directeur général.
Dans les années 1990, McKinsey met en place « accélérateurs », une activité d’accompagnement des start-ups de l’internet. Plus de 1 000 projets e-commerce sont menés à ce titre entre 1998 et 2000.
En 2002, McKinsey investit 35,8 millions de dollars dans la recherche, contre 8,3 millions de dollars en 1999.
En 2003, Ian Davis est élu directeur général. La même année, le cabinet s’établit en Asie-Pacifique. En 2004, plus de 60 % des revenus de McKinsey sont générés en dehors des États-Unis.
En 2007 selon USA Today, seize CEO d'entreprises mondiales cotées à plus de 2 milliards de dollars étaient des anciens de McKinsey & Company.
En 2009, le cabinet compte 400 Directeurs associés seniors, contre 151 en 1993. Cette même année, Dominic Barton est élu directeur général. Il est réélu en 2012 et 2015.
En octobre 2024, McKinsey réduit ses effectifs en Chine de 500 personnes, soit un tiers de ses effectifs dans le pays.

## Organisation et services
McKinsey & Company est, depuis 1956, une société privée basée à New-York avec des actions détenues par ses Directeurs associés.
La société est dotée d’une hiérarchie horizontale. Depuis les années 1960, le Directeur général de McKinsey est élu par un vote des Directeurs associés senior pour une durée maximum de trois mandats de trois ans. Le cabinet est également doté de comités ayant chacun leur propre domaine de responsabilité.
Le cabinet est organisé en pôles de compétences sectorielles (aérospatial, construction automobile, chimie), et par pôles de compétences fonctionnelles (analyse des données, marketing, restructuration).
En 2020, la firme compte 33 000 salariés. En France, McKinsey dispose de 470 conseillers en 2019.
D'après l'agence Bloomberg News, McKinsey prévoit de licencier 2 000 personnes en 2023, soit l'un de ses plans sociaux les plus importants, qui aurait désormais 45 000 employés.
Le cabinet est dirigé à l’échelle mondiale par Bob Sternfels, dont le mandat de Directeur général Monde a été renouvelé en février 2024.

## Scandales et controverses

### Affaire Enron aux États-Unis
McKinsey est le cabinet de conseil qui a encouragé l'entreprise Enron à mettre en place des pratiques comptables douteuses et à orienter la stratégie de l'entreprise vers le trading d'électricité et de matières premières. L'entreprise embaucha de nombreux anciens employés de McKinsey et fit appel au cabinet pour une vingtaine de projets. En 2001, le scandale Enron éclate et l'entreprise s'effondre du jour au lendemain en raison de sa fausse comptabilité.
Il s'agit d'une des plus graves fraudes de toute l'histoire des États-Unis.
La responsabilité de McKinsey est soulignée par la presse financière,.
Le PDG de Enron, Jeffrey Skilling, est lui même un ancien consultant de McKinsey et y a passé 21 ans.

### Affaire Boeing en Inde
En 2006, McKinsey aurait recommandé à l'entreprise Boeing de corrompre des fonctionnaires indiens afin d’exploiter une mine de titane. Dans une présentation PowerPoint, les consultants de McKinsey auraient identifié, pour les dirigeants de Boeing, huit fonctionnaires indiens à corrompre. McKinsey a réfuté ces accusations.

### Crise financière de 2007-2008 aux États-Unis
McKinsey a contribué à la crise financière mondiale de 2007-2008 en encourageant les banques à titriser les crédits immobiliers de leurs clients via des titres adossés à des créances hypothécaires et à augmenter les montants de dette dans leur bilan afin de bénéficier d'effets de levier contribuant ainsi à augmenter leur exposition au risque.

### Délit d'initié du directeur général aux États-Unis
En 2012, Rajat Gupta, directeur général de McKinsey pendant neuf ans entre 1994 à 2003, est reconnu coupable de délits d'initié et est condamné à 2 ans de prison. Le procès financier est décrit comme le plus gros scandale financier depuis celui de Bernard Madoff.
Rajat Gupta a, en effet, notamment averti le fondateur de Galleon Group de l'investissement de 5 milliards de dollars que Warren Buffett s'apprêtait à injecter dans le capital de Goldman Sachs. Certains commentateurs évoquèrent même pour McKinsey un scénario funeste à la Arthur Andersen, société démantelée à la suite du scandale Enron.

### Dissidents emprisonnés en Arabie saoudite
En 2015, McKinsey effectue une mission auprès du gouvernement d'Arabie saoudite afin de déterminer l'opinion de la population saoudienne à propos des réformes économiques d'austérité mises en place pour compenser la baisse du prix du baril de pétrole. Dans une note de 9 pages, les consultants de McKinsey avertissent que 3 personnes (l'écrivain Khaled al-Alkami (de), Mohamed Abdulaziz un dissident saoudien exilé au Canada, et un internaute anonyme postant sous le nom d'Ahmad) formulent des critiques particulièrement virulentes à l'égard des réformes menées par le gouvernement.
Après la remise de la note de McKinsey, Khalid al-Alkami et deux de ses frères sont emprisonnés,.

### Chute de Valeant Pharmaceuticals au Canada
En 2016, le cabinet McKinsey est impliqué dans le scandale et l'effondrement en bourse de Valeant Pharmaceuticals. Le New York Times révèle un potentiel conflit d'intérêts entre les consultants de McKinsey et le hedge fund MIO Partners appartenant au cabinet McKinsey. Trois des six cadres supérieurs étaient d'anciens employés de McKinsey, ainsi que le président du comité « talents et rémunération ».

### Fête à côté de camps de concentration de Ouïghours en Chine
En 2018, le New York Times révèle que le cabinet McKinsey travaille pour le compte de plusieurs gouvernements autoritaires comme celui de la Chine. McKinsey a estimé que l'article du New York Times peignait « une image trompeuse » du cabinet.
Les contrats de McKinsey avec des régimes autoritaires sont scrutés avec plus d'attention depuis qu'une fête d'entreprise somptueuse a été organisée près d'un des camps d'internement du Xinjiang où plusieurs milliers d'Ouïghours sont détenus sans aucun motif,,.

### Scandale sanitaire des opioïdes aux États-Unis
En décembre 2020, l'entreprise est impliquée dans le scandale des opioïdes avec Purdue Pharma, qui commercialise l'OxyContin aux États-Unis, et Johnson & Johnson. McKinsey est notamment accusée d'avoir encouragé l'industrie pharmaceutique à prescrire des médicaments dangereux afin d'accroître leurs profits.
D'après les documents judiciaires produits par les plaignants, le cabinet de conseil a recommandé aux groupes pharmaceutiques de se concentrer sur des dosages les plus addictifs car ils sont plus lucratifs.
On estime que la consommation de telles substances sur ordonnance a quadruplé entre 1999 et 2018, période visée par ces procédures, et pendant laquelle 500 000 Américains sont morts des suites d'un usage abusif des opioïdes. En février 2021, McKinsey accepte de verser 573 millions de dollars pour clore les poursuites judiciaires engagées par 49 États américains. L'entreprise n'a ni reconnu ni rejeté les faits qui lui étaient reprochés,.
Pour The Economist : « Les consultants de McKinsey sont convaincus qu'ils font partie des êtres humains les plus intelligents. Ils sont en réalité parmi les gens les plus arrogants et irresponsables. »
En décembre 2024 Mc Kinsey signe un accord à 650 millions de dollars pour éviter un procès au pénal dans le dossier des opiacés. Le cabinet s'interdit désormais de conseiller des entreprises travaillant dans le secteur des opioïdes.

### En France, en relation avec Emmanuel Macron
L'affaire McKinsey (aussi appelée McKinsey gate) est un scandale politico-financier concernant les liens entre le gouvernement de la République française et ce cabinet de conseil depuis les élections législatives françaises de 2017. Elle éclate en février 2021 alors que le gouvernement Jean Castex a massivement recours aux services de McKinsey afin d'élaborer la politique vaccinale contre la Covid-19 en France. Depuis 2022, trois enquêtes du parquet national financier à ce sujet sont en cours.

### Soutien au régime russe
En janvier 2021, McKinsey interdit explicitement à ses collaborateurs basés en Russie de participer aux manifestations pro-Navalny, un militant hostile à Vladmir Poutine, et de poster des messages politiques sur les réseaux sociaux.
Pour Henry Foy, correspondant à Moscou du Financial Times, rester « neutre », comme le recommande McKinsey à ses employés, dans la Russie de Poutine, revient à soutenir le statu quo, c'est-à-dire un gouvernement autoritaire.

### Prix des médicaments aux États-Unis
L'entreprise est critiquée aux États-Unis pour encourager ses clients à augmenter significativement le prix de médicaments pourtant développés il y a longtemps.

### Industrie du tabac aux États-Unis
L'entreprise a été critiquée par des acteurs de la santé pour ses liens avec les industriels du tabac.
En 1985, un rapport est remis à plusieurs chaines de supermarchés. Les consultants recommandent de créer des espaces pour mettre en valeur les paquets de cigarettes auprès de la population.
En 1990, McKinsey est recruté par Philip Morris, qui souhaite savoir comment développer son marketing en Asie.
Entre 1999 et 2001, Philip Morris, British American Tobacco et Japan Tobacco se réunissent en secret pour mettre en œuvre le projet Cerberus. Il s'agit pour ces multinationales de lutter contre les mesures anti-tabac. McKinsey est recruté pour les aider et participe à plusieurs réunions.

### Plan Maroc Vert
McKinsey est chargé de définir la politique agricole du Maroc, dans le cadre du Plan Maroc Vert. La mise en œuvre de ce plan entraine le développement d'une agriculture intensive consommatrice de ressources en eau, dans un pays pourtant soumis à un stress hydrique important. Des spécialistes estiment que ce plan a des conséquences dramatiques sur les réserves d'eau du Maroc.
Mohamed Taihri, ingénieur agronome, constate avec stupéfaction que le mot « eau » ne figure pas une seule fois dans le rapport de McKinsey.

### Accusation de fraude fiscale au Maroc
La presse marocaine accuse McKinsey de ne payer presque aucun impôt au Maroc.
Le groupe, qui a pourtant obtenu des contrats de l’État marocain, prétendrait faussement perdre de l'argent dans le Royaume depuis de nombreuses années. Selon la presse marocaine, les charges comptables sont artificiellement gonflées pour envoyer les profits vers un paradis fiscal.

### Prison de New York
En 2014, la ville de New York recrute McKinsey avec pour objectif de diminuer la violence dans la prison de Rikers Island. Le cabinet facture 28 millions de dollars pour cette mission de plusieurs années,. Peu après que les conseils de McKinsey ont été suivis et appliqués, la violence à Rikers Island atteint des niveaux inédits.

### Corruption en Afrique du Sud
En 2018, McKinsey est impliqué dans un scandale de corruption et de blanchiment d'argent pour la Gupta family (en) en Afrique du Sud,.
En décembre 2020, McKinsey accepte de rembourser près d'un milliard de rands perçus en commissions via les contrats liés à la corruption et rembourse 650 millions de rands supplémentaires en décembre 2020,.

### Détournement de fonds en Belgique
En février 2020, McKinsey reconnait « des erreurs » dans le travail fourni pour l'entreprise belge Nethys et rembourse 7 millions d'euros hors TVA en échange de l'abandon de tout recours au civil de Nethys.
Fin 2021, l'ex-directeur général de McKinsey Belgique, Jacques Bughin, est inculpé par les procureurs pour association de malfaiteurs, abus de biens sociaux et détournement de fonds publics,.

### Poursuites pour racket et falsification de documents aux États-Unis
Le 19 janvier 2022 aux États-Unis, un juge fédéral autorise des poursuites contre des associés-dirigeants de McKinsey pour violation de la loi anti-criminalité Racketeer Influenced and Corrupt Organizations Act (RICO).
Une entreprise accuse la direction de la firme d'avoir dissimulé des conflits d'intérêts d'une manière frauduleuse en falsifiant des documents dans le cadre de procédures de faillite.

### Appel d'offres à des agences de communication pour «défendre sa réputation contre les attaques»
En novembre 2022, McKinsey lance un vaste appel d’offres à des agences de communication pour « défendre sa réputation contre les attaques », notamment en recrutant des « key opinion leaders » (des influenceurs ralliés à sa cause), en effectuant des « stratégies pour orienter l’algorithme Google » et des « interventions spécifiques sur Wikipédia, [comme] mentionné dans l’appel d’offres ».

### Liens avec les Libéraux au Canada
Durant le mandat de Justin Trudeau, la société s’est vu confier pour plus de 100 millions de dollars de contrats, dont une grande partie auprès du ministère de la défense nationale.
En réaction, le 6 février 2023, le Parti conservateur du Canada demande une enquête de la vérificatrice générale du Canada sur ces contrats tandis que le Nouveau parti démocratique souhaiterait que la Chambre des Communes examine les contrats confiés à d’autres cabinets de conseil. Le 27 juin 2023, le Conseil du trésor affirme n’avoir trouvé aucune preuve d’ingérence politique dans l’attribution des contrats fédéraux au McKinsey & Company.

### Promotion des énergies fossiles à la COP
Une enquête de l'AFP révèle qu'en 2023, McKinsey influence les organisateurs du sommet COP 28 pour promouvoir les énergies fossiles.

### Accidents mortels à Disneyland
Lorsque Disney veut réduire les coûts de ses parcs, le cabinet recommande de comprimer les dépenses de maintenance de certaines attractions. Cela a abouti à des accidents mortels.

### Enquête du New York Times
Forsythe et Bogdanich, deux journalistes américains du New York Times, ont publié le livre « McKinsey, pour le meilleur et pour le pire ». Sur 448 pages, 440 pages évoquent les travers du cabinet de conseil.